# Amazing Gift Vol.2
"Amazing Gift Vol.2"는 2012년 6월 2일에 발매된 랍티미스트의 두 번째 비트테이프이다.

## 수록곡
1. 퍽이나
2. Put Your L In The Air
3. 이대표
4. 남자의 멋
5. My Guitar
6. 에헤이
7. This Way
8. 뚜리아
9. 생활의 달인
10. 색다른 느낌
11. 참치잡이
12. 비밀연애
13. 너 자리 (Feat. 이지호)
14. 다른 사람
15. 컴플렉스
16. 연어
17. Boogie Night